# Parajulis poecilepterus
Parajulis poecilepterus är en fiskart som först beskrevs av Temminck och Schlegel, 1845.  Parajulis poecilepterus ingår i släktet Parajulis och familjen läppfiskar. IUCN kategoriserar arten globalt som livskraftig. Inga underarter finns listade i Catalogue of Life.